# Chankonabe

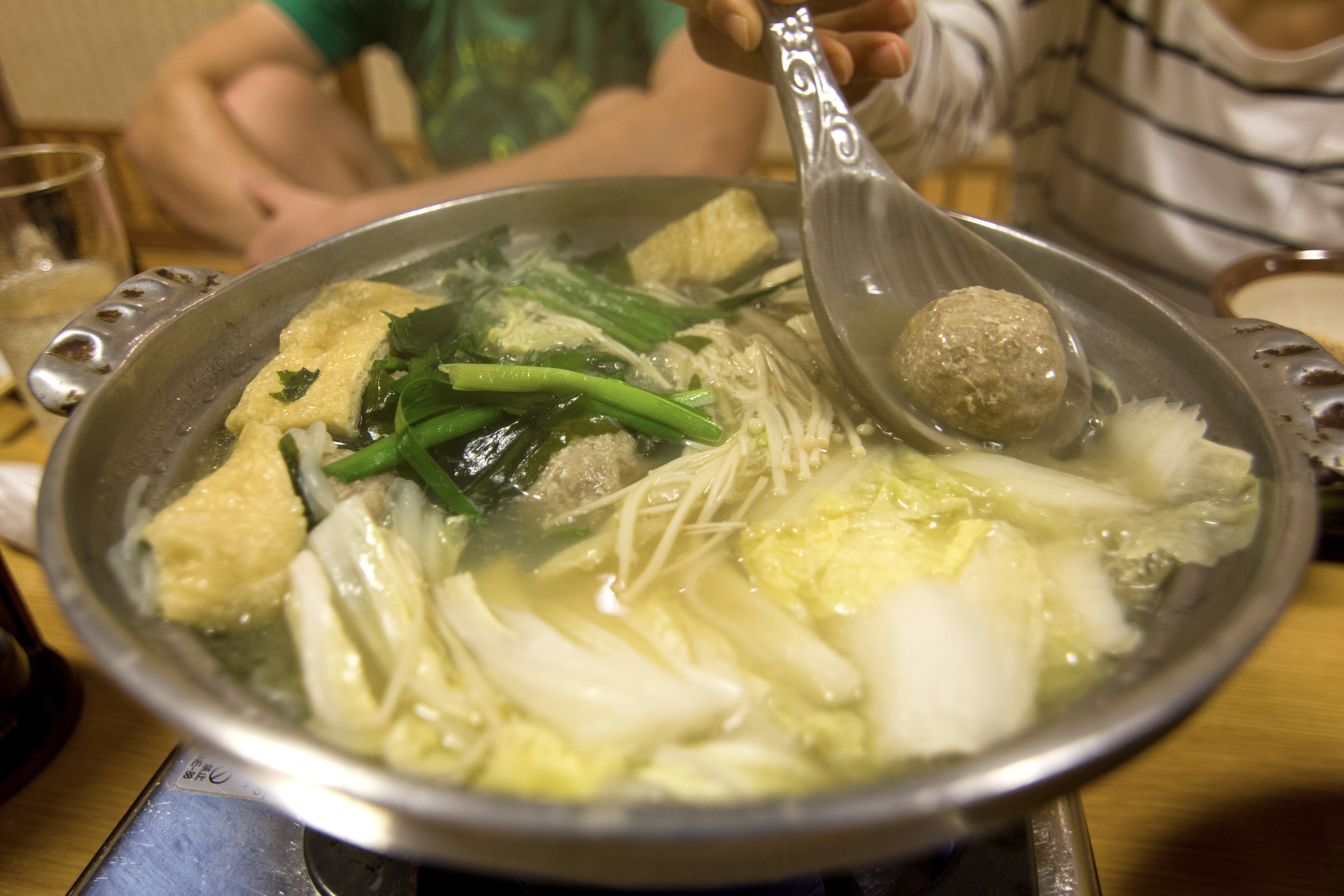
Um exemplo de chankonabe.

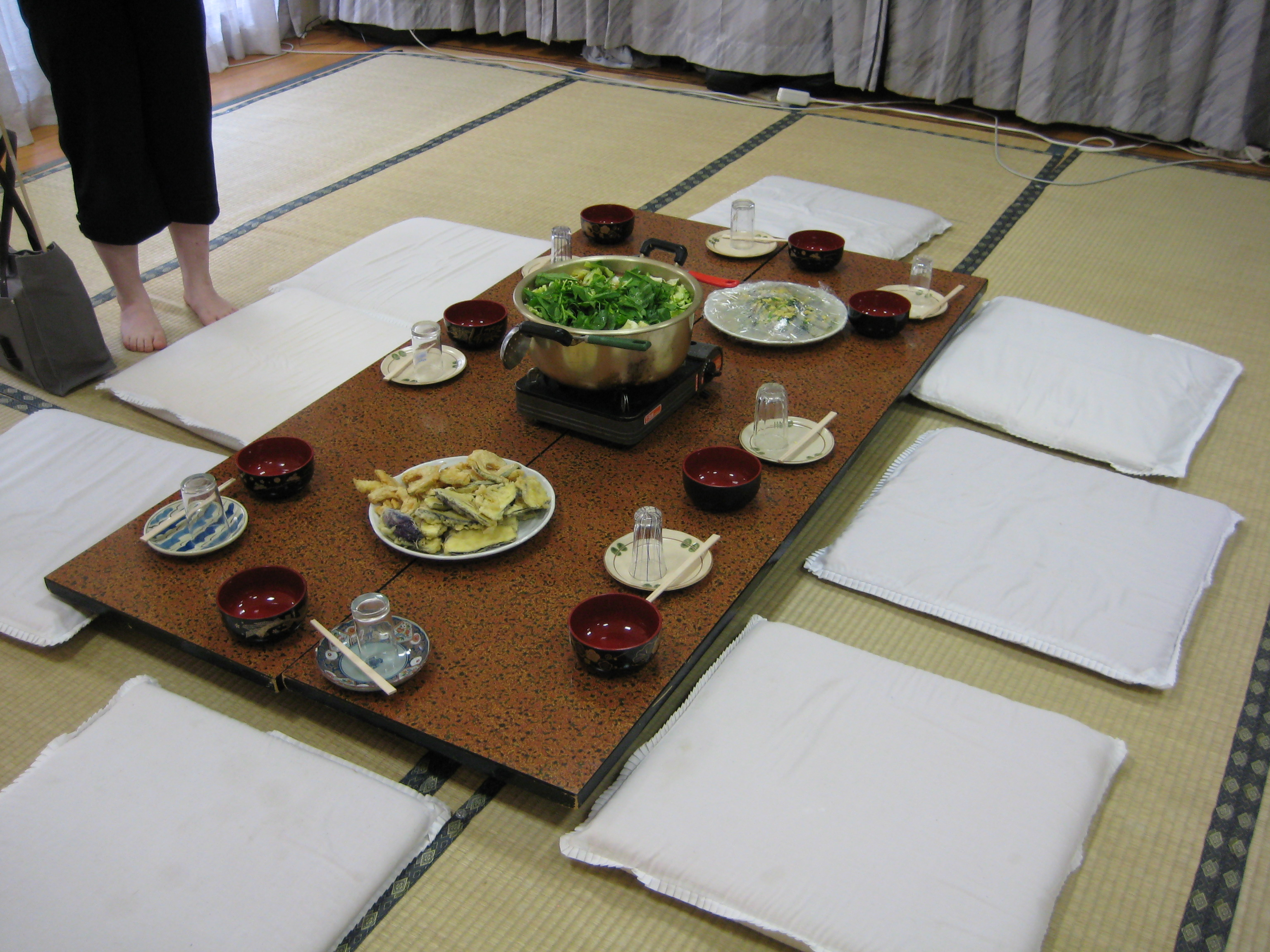
Conjunto de Chanko.

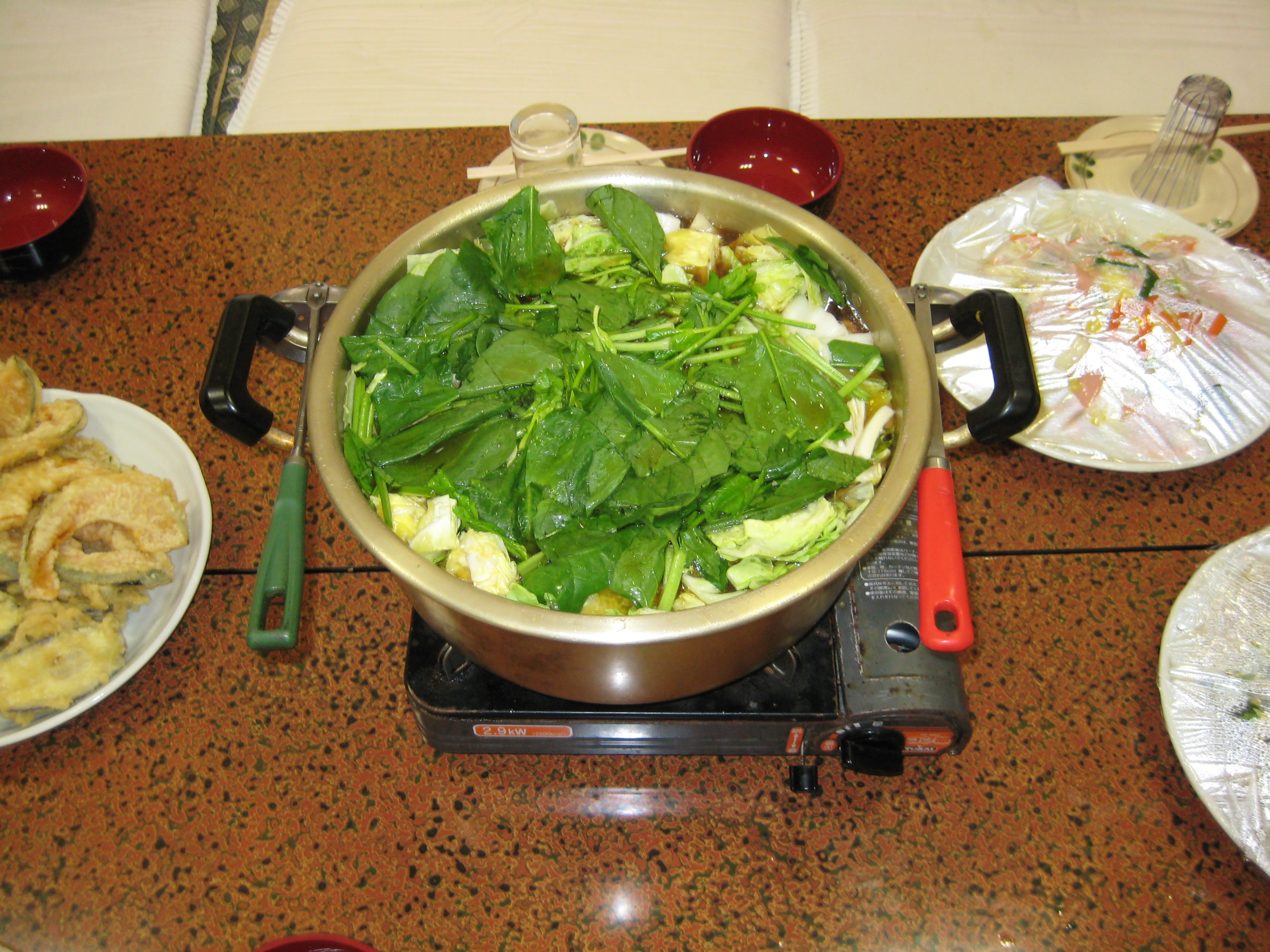
Chanko

Chankonabe (em japonês: ちゃんこ鍋) é um prato da culinária japonesa, que consiste de um cozido (um tipo de nabemono, um "prato de uma panela") comumente consumido em grandes quantidades por lutadores de sumô como parte de sua dieta especial para ganhar peso. Contém algum tipo de dashi, ou sopa à base de caldo de galinha, com saquê ou mirin para dar sabor. O grosso do chankonabe é feito de grandes quantidades de fontes de proteína (costumeiramente frango, partido e com a pele), peixe (frito e servido em pequenas bolas), tofu, por vezes carne, e vegetais (daikon, bok choy, etc.). Ao mesmo tempo que é considerado um prato razoavelmente saudável por si só, o chankonabe também é muito rico em proteínas, e costuma ser servido em grandes quantidades, juntamente com cerveja e arroz, para aumentar o nível de consumo calórico dos lutadores. O caldo que sobra depois do consumo do prato costuma ser usado para ser servido junto com algum tipo de macarrão japonês, como o somen ou o udon.
O chankonabe não é feito de acordo com uma receita fixa, e frequentemente contém o que estiver disponível ao cozinheiro, que geralmente é um aprendiz de lutador. É servido tradicionalmente de acordo com o grau de experiência, com o rikishi mais experiente e quaisquer convidados do heya recebendo a primeira escolha dos pratos, e os lutadores mais jovens recebendo o que lhes for servido. É também uma comida popular em restaurantes, frequentemente em estabelecimentos geridos por ex-lutadores de sumô que se especializaram no prato. O primeiro deles, Kawasaki Chanko, foi fundado em 1937, no distrito de Ryōgoku, em Tóquio, lar de diversos lutadores de sumô.
No Brasil, o restaurante Bueno e  o Bar Kintaro, também servem variações e chankonabe justamente por causa da influência dos donos.
O chankonabe servido durante os campeonatos de sumô é feito exclusivamente com frango, devido à ideia de que um rikishi deve sempre ficar sobre duas pernas, como um frango, e não sobre quatro, como uma vaca ou sem qualquer um dos pés no chão, como um peixe.